# Матијас Замер
Матијас Замер (5. септембар 1967) бивши је немачки фудбалер и тренер.

## Каријера

### Клуб
Дебитовао је 1985. године за тим Динама из Дрездена, у којем је провео пет сезона, играјући у 102 првенствена меча. Од 1986. био је члан националног тима Источне Немачке, за који је одиграо 23 утакмице и постигао 6 голова.
Након поновног уједињења Немачке 1990. године, водећи фудбалери из Источне Немачке почели су добијати позив да наставе каријеру у уједињеној Немачкој. Конкретно, представници стручног штаба Штутгарта постали су заинтересовани за Замера, а прешао је у тај клуб 1990. године. Следеће две сезоне играчке каријере играо је за клуб из Штутгарта. Већину времена је био стандардни првотимац. За то време освојио је титулу шампиона Немачке. Играјући за Штутгарт, постао је један од првих фудбалера из Источне Немачке који се прикључио репрезентацији Немачке, а дебитовао је у овом тиму 1990. године.
Године 1992. потписао је уговор са италијанским клубом Интер из Милана, у коме је играо годину дана.
Године 1993. после само 11 одиграних мечева у Италији, прешао је у Борусију Дортмунд, за коју је играо пет сезона. За то време додао је још две титуле Бундеслиге на својој листи трофеја, освојио Суперкуп Немачке (такође два пута), освојио Лигу шампиона 1997. године и Интерконтинентални куп. Завршио је професионалну каријеру као играч Борусије 1998. године.

### Репрезентација
Замер је представљао репрезентацију Источне Немачке у свим млађим категоријама. Био је део источнонемачке селекције која је освојила Европско фудбалско првенство за играче испод 18 година и завршила трећа на Светском првенству за младе 1987. године у Чилеу.
У новембру 1986. дебитовао је за сениорску фудбалску репрезентацију Источне Немачке у квалификацијама за Европско првенство 1988. против Француске.
Дана 12. септембра 1990, био је у свом последњем мечу капитен Источне Немачке. Оба гола је постигао за Источну Немачку у Бриселу када су победили Белгију са 2:0.
Дана 19. децембра 1990. Замер је дебитовао за новоформирану уједињену фудбалску репрезентацију Немачке, на мечу са Швајцарском у Штутгарту. 
Био је члан немачког састава за Европско првенство 1992, где су у финалу изгубили од Данске. Такође је био изабран за Светско првенство 1994. године, када је Немачку изненадила Бугарска у четвртфиналу.
На Европском првенству 1996, постигао је гол против Русије у групној фази и победнички гол против Хрватске у четвртфиналу. Након што је Немачка победила Чешку у финалу, Замер је проглашен за најбољег играча турнира.
Дана 7. јуна 1997, одиграо је последњи меч за Немачку у квалификацијама за Светско првенство 1998. против Украјине у Кијеву.

### Тренер
Тренерску каријеру започео је убрзо након завршетка играчке каријере, 2000. године, био је шеф стручног штаба Борусије Дортмунд.
До 2005. године је био тренер Штутгарта, што му је био до сада последњи тренерски ангажман.

## Успеси

### Играч
Динамо Дрезден
- Прва лига Источне Немачке: 1988/89, 1989/90.
- Куп Источне Немачке: 1989/90.

Штутгарт
- Бундеслига: 1991/92.

Борусија Дортмунд
- Бундеслига: 1994/95, 1995/96.
- Суперкуп Немачке: 1995, 1996.
- Лига шампиона: 1996/97.

Немачка
- Европско првенство: 1996; финале: 1992.
- Куп САД: 1993.

Индивидуалне
- Најбољи тим сезоне Бундеслиге према часопису kicker: 1990–91, 1994–95.[3][4]
- Тим године Европског спортског часописа: 1994–95.
- Најбољи фудбалер Немачке: 1995, 1996.
- Према часопису kicker најбољи либеро Бундеслиге: 1995, 1996.
- Према часопису kicker најбољи везни играч Бундеслиге: 1993.
- Најбољи играч Европског првенства: 1996.
- Најбољи тим Европског првенства: 1996.
- Европски фудбалер године, треће место: 1996.
- Златна лопта: 1996.
- Часопис World Soccer: 100 најбољих фудбалера свих времена

### Тренер
Борусија Дортмунд
- Бундеслига: 2001/02.
- Лига куп Немачке: финале: 2003.
- Куп УЕФА: финале: 2002.

## Статистике каријере

### Клуб
| Клуб            | Клуб              | Клуб                      | Лига    | Лига   | Куп     | Куп    | Лига куп | Лига куп | Континентално | Континентално | Укупно  | Укупно |
| Сезона          | Клуб              | Лига                      | Наступи | Голови | Наступи | Голови | Наступи  | Голови   | Наступи       | Голови        | Наступи | Голови |
| Источна Немачка | Источна Немачка   | Источна Немачка           | Лига    | Лига   | Куп     | Куп    | Лига куп | Лига куп | Европа        | Европа        | Укупно  | Укупно |
| --------------- | ----------------- | ------------------------- | ------- | ------ | ------- | ------ | -------- | -------- | ------------- | ------------- | ------- | ------ |
| 1985–86         | Динамо Дрезден    | Прва лига Источне Немачке | 18      | 8      | 4       | 6      | -        | -        | 6             | 2             | 28      | 16     |
| 1986–87         | Динамо Дрезден    | Прва лига Источне Немачке | 20      | 7      | 3       | 2      | -        | -        | -             | -             | 23      | 9      |
| 1987–88         | Динамо Дрезден    | Прва лига Источне Немачке | 19      | 8      | 3       | 1      | -        | -        | 2             | 0             | 24      | 9      |
| 1988–89         | Динамо Дрезден    | Прва лига Источне Немачке | 25      | 6      | 3       | 1      | -        | -        | 10            | 0             | 38      | 7      |
| 1989–90         | Динамо Дрезден    | Прва лига Источне Немачке | 20      | 9      | 5       | 4      | -        | -        | 2             | 0             | 27      | 13     |
| Немачка         | Немачка           | Немачка                   | Лига    | Лига   | Куп     | Куп    | Лига куп | Лига куп | Европа        | Европа        | Укупно  | Укупно |
| 1990–91         | Штутгарт          | Бундеслига                | 30      | 11     | 3       | 1      | -        | -        | -             | -             | 33      | 12     |
| 1991–92         | Штутгарт          | Бундеслига                | 33      | 9      | 3       | 1      | -        | -        | 3             | 1             | 35      | 11     |
| Италија         | Италија           | Италија                   | Лига    | Лига   | Куп     | Куп    | Лига куп | Лига куп | Европа        | Европа        | Укупно  | Укупно |
| 1992–93         | Интер Милано      | Серија А                  | 11      | 4      | 1       | 0      | -        | -        | -             | -             | 12      | 4      |
| Немачка         | Немачка           | Немачка                   | Лига    | Лига   | Куп     | Куп    | Лига куп | Лига куп | Европа        | Европа        | Укупно  | Укупно |
| 1992–93         | Борусија Дортмунд | Бундеслига                | 17      | 10     | -       | -      | -        | -        | -             | -             | 17      | 10     |
| 1993–94         | Борусија Дортмунд | Бундеслига                | 29      | 4      | 2       | 0      | -        | -        | 8             | 0             | 39      | 4      |
| 1994–95         | Борусија Дортмунд | Бундеслига                | 28      | 4      | 1       | 1      | -        | -        | 7             | 0             | 36      | 5      |
| 1995–96         | Борусија Дортмунд | Бундеслига                | 22      | 3      | 3       | 1      | -        | -        | 6             | 0             | 31      | 4      |
| 1996–97         | Борусија Дортмунд | Бундеслига                | 21      | 0      | 1       | 0      | -        | -        | 5             | 0             | 27      | 0      |
| 1997–98         | Борусија Дортмунд | Бундеслига                | 3       | 0      | 1       | 0      | 1        | 0        | 1             | 0             | 6       | 0      |
| Земља           | Источна Немачка   | Источна Немачка           | 102     | 38     | 18      | 14     | -        | -        | 20            | 2             | 140     | 54     |
| Земља           | Немачка           | Немачка                   | 183     | 41     | 14      | 4      | 1        | 0        | 30            | 1             | 228     | 46     |
| Земља           | Италија           | Италија                   | 11      | 4      |         |        |          |          |               |               |         |        |
| Укупно          | Укупно            | Укупно                    | 296     | 83     |         |        |          |          |               |               |         |        |

### Репрезентација

#### Источна Немачка статистика
| Источна Немачка | Источна Немачка | Источна Немачка |
| Година          | Наступи         | Голови          |
| --------------- | --------------- | --------------- |
| 1986            | 1               | 0               |
| 1987            | 0               | 0               |
| 1988            | 6               | 1               |
| 1989            | 11              | 2               |
| 1990            | 5               | 3               |
| Укупно          | 23              | 6               |

#### Немачка статистика
| Немачка | Немачка | Немачка |
| Година  | Наступи | Голови  |
| ------- | ------- | ------- |
| 1990    | 1       | 0       |
| 1991    | 3       | 0       |
| 1992    | 9       | 1       |
| 1993    | 6       | 0       |
| 1994    | 12      | 2       |
| 1995    | 6       | 2       |
| 1996    | 11      | 3       |
| 1997    | 3       | 0       |
| Укупно  | 51      | 8       |

### Голови за репрезентацију

#### Источна Немачка
| #  | Датум               | Место     | Противник       | Гол | Резултат | Такмичење                 |
| -- | ------------------- | --------- | --------------- | --- | -------- | ------------------------- |
| 1. | 31. август 1988.    | Берлин    | Грчка           | 1–0 | 1–0      | пријатељска               |
| 2. | 6. септембар 1989.  | Рејкјавик | Исланд          | 1–0 | 3–0      | Квалификације за СП 1990. |
| 3. | 8. октобар 1989.    | Кемниц    | Совјетски Савез | 2–1 | 2–1      | Квалификације за СП 1990. |
| 4. | 11. април 1990.     | Кемниц    | Египат          | 2–0 | 2–0      | пријатељска               |
| 5. | 12. септембар 1990. | Брисел    | Белгија         | 1–0 | 2–0      | пријатељска               |
| 6. | 12. септембар 1990. | Брисел    | Белгија         | 2–0 | 2–0      | пријатељска               |

#### Немачка
| #  | Датум              | Место        | Противник   | Гол | Резултат | Такмичење                 |
| -- | ------------------ | ------------ | ----------- | --- | -------- | ------------------------- |
| 1. | 16. децембар 1992. | Порто Алегре | Бразил      | 1–2 | 1–3      | пријатељска               |
| 2. | 2. јун 1994.       | Беч          | Аустрија    | 1–0 | 5–1      | пријатељска               |
| 3. | 8. јун 1994.       | Торонто      | Канада      | 1–0 | 2–0      | пријатељска               |
| 4. | 8. октобар 1995.   | Леверкузен   | Молдавија   | 3–0 | 6–1      | Квалификације за ЕП 1996. |
| 5. | 8. октобар 1995.   | Леверкузен   | Молдавија   | 6–0 | 6–1      | Квалификације за ЕП 1996. |
| 6. | 4. јун 1996.       | Манхајм      | Лихтенштајн | 5–0 | 9–1      | пријатељска               |
| 7. | 16. јун 1996.      | Манчестер    | Русија      | 1–0 | 3–0      | Европско првенство 1996.  |
| 8. | 23. јун 1996.      | Манчестер    | Хрватска    | 2–1 | 2–1      | Европско првенство 1996.  |

### Статистика тренера
Ажурирано 10. јул 2020
| Тим               | Од          | До           | Рекорд | Рекорд | Рекорд | Рекорд | Рекорд | Рекорд |
| Тим               | Од          | До           | У      | П      | Н      | И      | Про %  | Реф.   |
| ----------------- | ----------- | ------------ | ------ | ------ | ------ | ------ | ------ | ------ |
| Борусија Дортмунд | 1. јул 2000 | 30. јун 2004 | 183    | 89     | 46     | 48     | 048,63 | [ 7 ]  |
| Штутгарт          | 1. јул 2004 | 3. јун 2005  | 47     | 25     | 8      | 14     | 053,19 | [ 8 ]  |
| Укупно            | Укупно      | Укупно       | 230    | 114    | 54     | 62     | 049,57 | —      |